# Tufão Oliwa

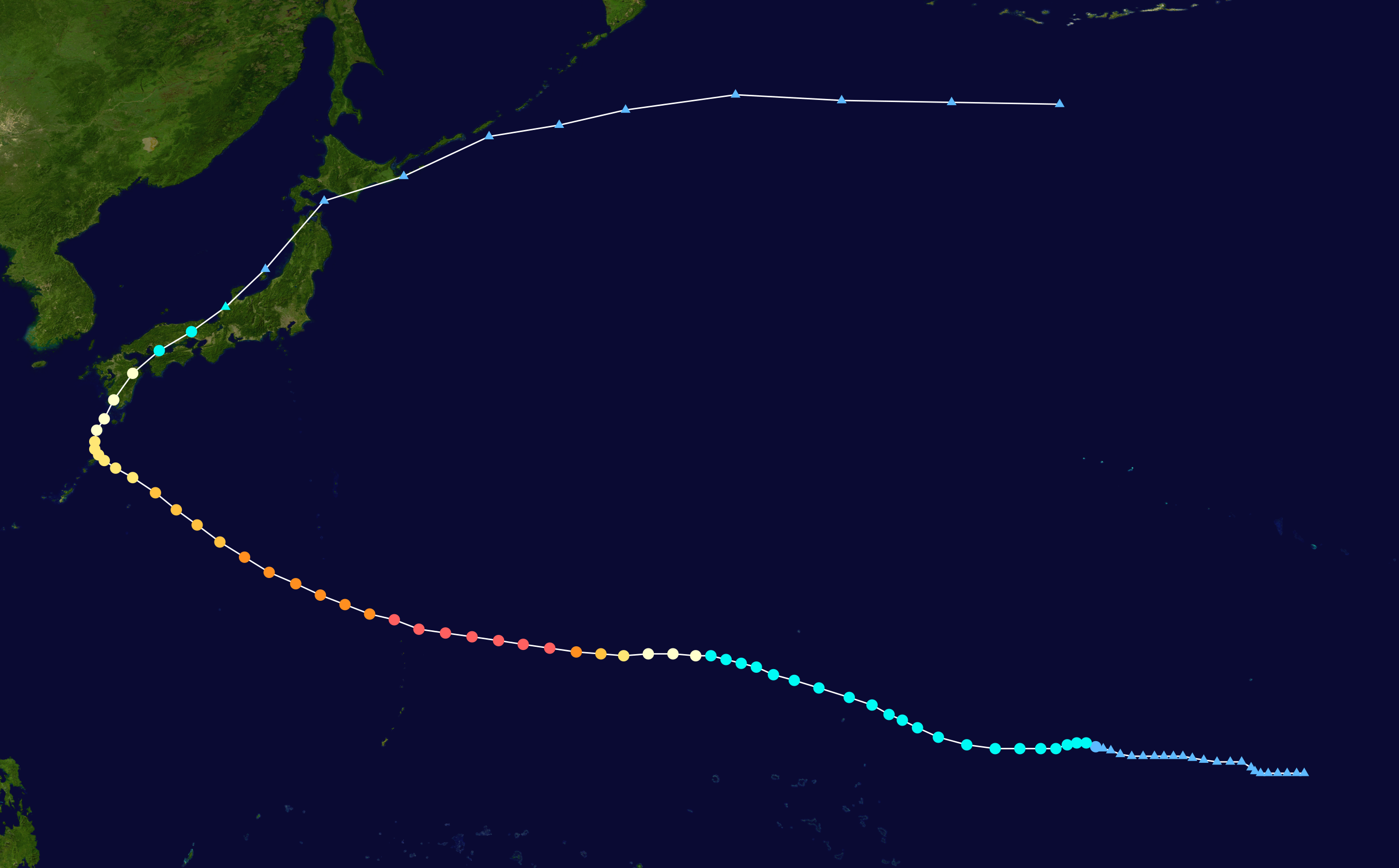
Trajectória do tufão Oliwa

O tufão Oliwa (designação internacional: 9719, designação JTWC: 02C) foi um dos onze supertufões na temporada de tufões de 1997. Formou-se no Pacífico central a 2 de setembro ao sudoeste de Havai, mas converteu-se num tufão no Pacífico ocidental. O Oliwa intensificou-se explosivamente a 8 de setembro incrementando a sua velocidade de ventos de 140 km/h a 260 km/h num período de 24 horas. Depois, debilitou-se gradualmente depois de passar ao leste da Okinawa, posteriormente, o Oliwa girou ao nordeste e impactou o Japão com ventos de 130 km/h. Nesse lugar, afectou a 30.000 pessoas e matou a 13; centenas de casas resultaram inundadas e outras mais foram destruídas. Para perto da costa da Coreia do Sul, os ventos e as ondas ciclónicas destruíram a 28 botes, enquanto um bote desapareceu com 10 pessoas a bordo. O tufão Oliwa dissipou-se a 19 de setembro no Pacífico norte, para perto da linha internacional de mudança de data.